# Ricardo Ramos (lutador)
Ricardo Ramos (Campinas, 1 de agosto de 1995) é um lutador brasileiro de artes marciais mistas que atualmente compete na categoria peso-pena do Ultimate Fighting Championship.

## Carreira no MMA

### Ultimate Fighting Championship
Ramos fez sua estreia no UFC em 4 de fevereiro de 2017 no UFC Fight Night: Bermudez vs. Korean Zombie contra Michinori Tanaka. Ramos venceu via decisão unânime.
Ramos voltou ao octógono em 4 de novembro de 2017 no UFC 217: Bisping vs. St. Pierre para enfrentar Aiemann Zahabi. Ramos venceu via nocaute no terceiro round. Esta vitória lhe rendeu seu primeiro bônus de performance da noite.
Ramos enfrentou Kyung Ho Kang em 4 de Agosto de 2018 no UFC 227: Dillashaw vs. Garbrandt 2. Ele venceu por decisão dividida.
Ramos enfrentou Said Nurmagomedov em 2 de fevereiro de 2019 no UFC Fight Night: Assunção vs. Moraes II. Ele perdeu por nocaute técnico no primeiro round. Ele perdeu por
Ramos enfrentou Journey Newson em 29 de Junho de 2019 no UFC on ESPN: Ngannou vs. dos Santos. Ele venceu por decisão unânime.
Ramos enfrentou Luiz Eduardo Garagorri em sua estreia nos pesos penas no dia 16 de Novembro de 2019 no UFC Fight Night: Błachowicz vs. Jacaré. Ele venceu por finalização no primeiro round. Esta vitória lhe rendeu seu segundo bônus de performance da noite.

## Cartel no MMA
| Cartel no MMA   |             |            |
| 19 lutas        | 15 vitórias | 4 derrotas |
| Por nocaute     | 3           | 2          |
| Por finalização | 7           | 1          |
| Por decisão     | 5           | 1          |

| Res.    | Cartel | Oponente          | Método                                     | Evento                                      | Data       | Round | Tempo | Local                   | Notas                                      |
| ------- | ------ | ----------------- | ------------------------------------------ | ------------------------------------------- | ---------- | ----- | ----- | ----------------------- | ------------------------------------------ |
| Derrota | 15-4   | Zubaira Tukhugov  | Decisão (unânime)                          | UFC 267: Blachowicz vs. Teixeira            | 30/10/2021 | 3     | 5:00  | Abu Dhabi               |                                            |
| Vitória | 15-3   | Bill Algeo        | Decisão (unânime)                          | UFC Fight Night: Font vs. Garbrandt         | 22/05/2021 | 3     | 5:00  | Las Vegas, Nevada       |                                            |
| Derrota | 14-3   | Lerone Murphy     | Nocaute Técnico (socos)                    | UFC on ESPN: Kattar vs. Ige                 | 15/07/2020 | 1     | 4:18  | Abu Dhabi               |                                            |
| Vitória | 14-2   | Eduardo Garagorri | Finalização (mata leão)                    | UFC Fight Night: Błachowicz vs. Jacaré      | 16/11/2019 | 1     | 3:57  | São Paulo               | Retornou aos Penas; Performance da Noite.  |
| Vitória | 13-2   | Journey Newson    | Decisão (unânime)                          | UFC on ESPN: Ngannou vs. dos Santos         | 29/06/2019 | 3     | 5:00  | Minneapolis, Minnesota  |                                            |
| Derrota | 12-2   | Said Nurmagomedov | Nocaute Técnico (chute rodado e socos)     | UFC Fight Night: Assunção vs. Moraes II     | 02/02/2019 | 1     | 2:28  | Fortaleza               |                                            |
| Vitória | 12-1   | Kyung Ho Kang     | Decisão (dividida)                         | UFC 227: Dillashaw vs. Garbrandt 2          | 04/08/2018 | 3     | 5:00  | Los Angeles, California |                                            |
| Vitória | 11-1   | Aiemann Zahabi    | Nocaute (cotovelada)                       | UFC 217: Bisping vs. St. Pierre             | 04/11/2017 | 3     | 1:58  | New York City, New York | Performance da Noite.                      |
| Vitória | 10-1   | Michinori Tanaka  | Decisão (unânime)                          | UFC Fight Night: Bermudez vs. Korean Zombie | 04/02/2017 | 3     | 5:00  | Houston, Texas          | Estreia no UFC.                            |
| Vitória | 9-1    | Alfred Khashakyan | Finalização (mata leão)                    | NEF: Lookin' for a Fight                    | 05/08/2016 | 2     | 2:10  | Bangor, Maine           |                                            |
| Derrota | 8-1    | Manny Vazquez     | Finalização (mata leão)                    | Legacy FC 51                                | 05/02/2016 | 1     | 1:45  | Hinckley, Minnesota     | Pelo Cinturão Peso Galo Vago do Legacy FC. |
| Vitória | 8-0    | Cody Walker       | Finalização (triângulo com chave de braço) | Legacy FC 46                                | 02/10/2015 | 1     | 2:39  | Allen, Texas            | Luta nos Penas.                            |
| Vitória | 7-0    | Justin Rader      | Nocaute Técnico (socos)                    | Legacy FC 41                                | 03/04/2015 | 1     | 0:32  | Tulsa, Oklahoma         | Retornou aos Galos.                        |
| Vitória | 6-0    | Fabio Lima        | Finalização (triângulo)                    | MMA Super Heroes 4                          | 30/05/2014 | 3     | 1:49  | Valinhos                | Luta no Peso Casado (137 lbs).             |
| Vitória | 5-0    | Rafael Correa     | Finalização (mata leão)                    | Talent MMA Circuit 8: Valinhos 2014         | 12/04/2014 | 1     | 2:38  | São Paulo               |                                            |
| Vitória | 4-0    | Lucas Mascena     | Finalização (chave de braço)               | Talent MMA Circuit 5: Campinas 2013         | 23/11/2013 | 1     | 1:59  | Campinas                | Retornou aos Penas.                        |
| Vitória | 3-0    | Allan Nascimento  | Decisão (unânime)                          | Elite FC 5: Night of Champions              | 05/10/2015 | 3     | 5:00  | Campinas                | Ganhou o Cinturão Peso Galo do Elite FC.   |
| Vitória | 2-0    | William Oliveira  | Nocaute Técnico (joelhada e socos)         | Supreme FC                                  | 01/12/2012 | 1     | 0:30  | Campinas                |                                            |
| Vitória | 1-0    | Josivaldo Moreno  | Finalização (triângulo)                    | CT Fight                                    | 19/05/2012 | 1     | 0:58  | Indaiatuba              |                                            |